# Ernesto Brambilla
Ernesto 'Tino' Brambilla (Monza, 31 de janeiro de 1934 – Monza, 3 de agosto de 2020) foi um automobilista que disputou os Grandes Prêmios da Itália de Formula 1 de 1963 e 1969.
Morreu no dia 3 de agosto de 2020 em Monza, aos 86 anos.